# Oberschleißheim
Oberschleißheim – miejscowość i gmina w Niemczech, w kraju związkowym Bawaria, w rejencji Górna Bawaria, w regionie Monachium, w powiecie Monachium.
Leży około 15 km na północ od centrum Monachium, przy autostradzie A92, A99, drodze B471 i linii kolejowej Monachium – Ratyzbona, na której jest stacja kolejowa Oberschleißheim.

## Dzielnice
Gmina dzieli się na następujące dzielnice: Badersfeld, Hochmutting, Kreuzstraße, Lustheim, Mallertshofen, Mittenheim i Neuherberg.

## Demografia

### Struktura wiekowa
Dane o ludności z 31 grudnia 2008:
| Opis                                | Ogółem | Ogółem | Kobiety | Kobiety | Mężczyźni | Mężczyźni |
| ----------------------------------- | ------ | ------ | ------- | ------- | --------- | --------- |
| Jednostka                           | osób   | %      | osób    | %       | osób      | %         |
| Populacja                           | 11 293 | 100    | 5620    | 49,77   | 5673      | 50,23     |
| Wiek przedprodukcyjny (0–17 lat)    | 1682   | 14,89  | 839     | 7,43    | 843       | 7,46      |
| Wiek produkcyjny (18–65 lat)        | 7356   | 65,14  | 3552    | 31,45   | 3804      | 33,68     |
| Wiek poprodukcyjny (powyżej 65 lat) | 2255   | 19,97  | 1229    | 10,88   | 1026      | 9,09      |

## Atrakcje
- Pałac Schleißheim – ogromny kompleks pałacowy składający się z pałacu (niem. Schloss Schleißheim), nowego pałacu (niem. Neue Schloss Schleißheim), zameczku Lustheim (niem. Schloss Lustheim) i leżącego pomiędzy nimi zespołu parkowego.
- Lotnisko Schleißheim – najstarsze działające lotnisko w Niemczech. W 1992 roku obok lotniska otworzono muzeum lotnictwa (filia monachijskiego Deutsches Museum).

## Polityka
Burmistrzem gminy jest Christian Kuchlbauer z FW, rada gminy składa się z 24 osób.
|      | CSU | SPD | FW | Zieloni | FDP | Razem |
| 2014 | 6   | 7   | 6  | 4       | 1   | 24    |
| 2008 | 7   | 10  | 3  | 2       | 2   | 24    |
| 2002 | 9   | 10  | 3  | 1       | 1   | 24    |

## Związani z Oberschleißheim
- Josef Ertl – niemiecki polityk